# إيرين داي
إيرين داي (بالإنجليزية: Irene Daye)‏ هي عازفة الجاز ومغنية أمريكية، ولدت في 17 يناير 1918 في لورانس في الولايات المتحدة، وتوفيت في 1 نوفمبر 1971 في غرينفيل في الولايات المتحدة.

## وصلات خارجية
- إيرين داي على موقع IMDb (الإنجليزية)
- إيرين داي على موقع ميوزك برينز (الإنجليزية)
- إيرين داي على موقع أول ميوزيك (الإنجليزية)
- إيرين داي على موقع ديسكوغز (الإنجليزية)